# Commercial (métier)
 (mai 2023).
Si vous disposez d'ouvrages ou d'articles de référence ou si vous connaissez des sites web de qualité traitant du thème abordé ici, merci de compléter l'article en donnant les références utiles à sa vérifiabilité et en les liant à la section « Notes et références ».
Un commercial (une commerciale) est une personne dont le métier est lié à la vente. Il développe les ventes en respectant la politique commerciale définie par l'entreprise.

## Description

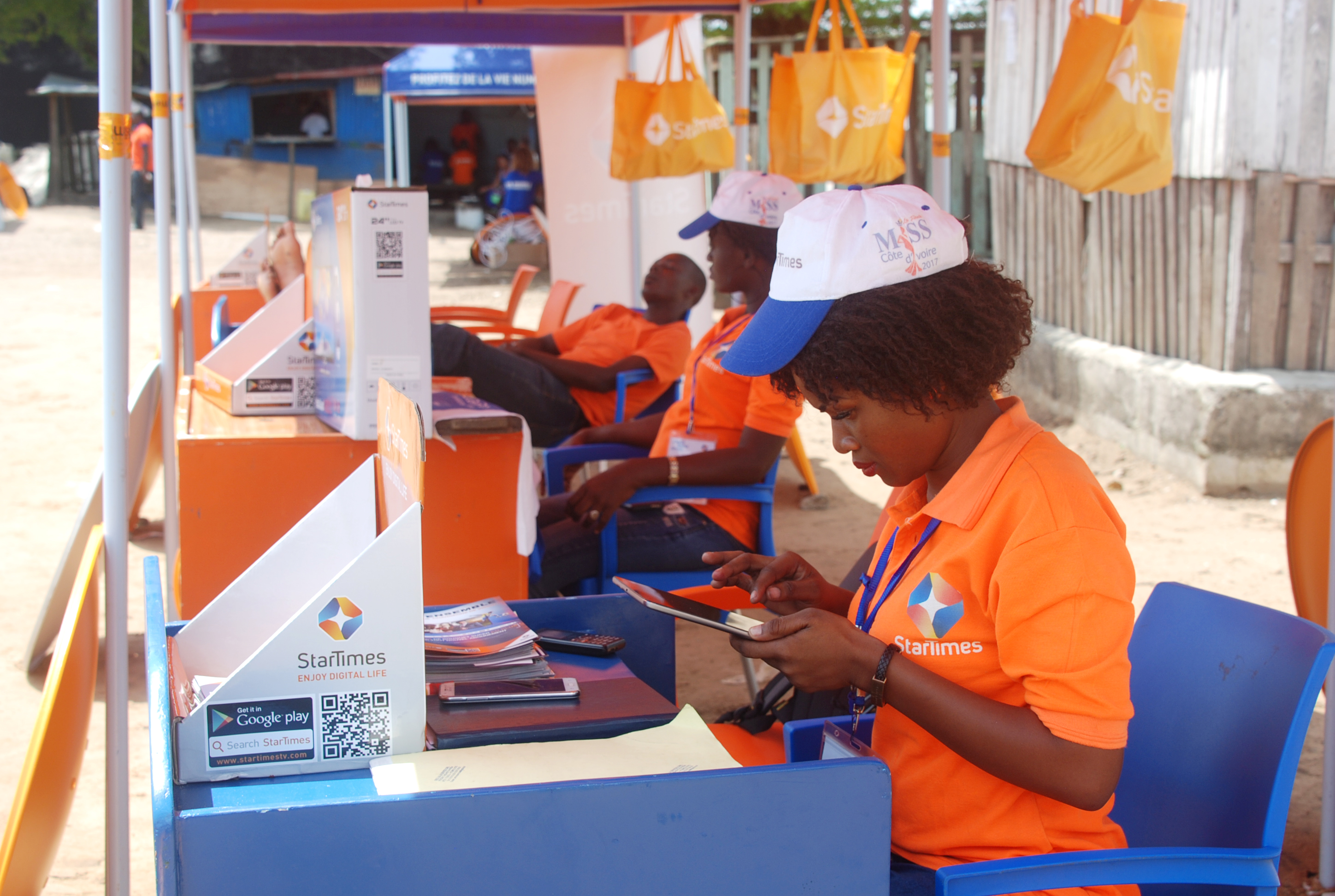
commerciale assise à un stand dans la ville d'Abidjan

Les commerciaux travaillent en collaboration avec le marketing et entretiennent des relations avec leurs clients. 

Après que ce service a déterminé les catégories de clients ciblées (segmentation), leurs attentes, les commerciaux prennent des contacts avec les clients potentiels pour : 
- vérifier leurs souhaits et besoins réels (phase d'écoute),
- leur proposer les produits et services correspondant (phase de proposition),
- leur exposer tous les bénéfices qu'ils y trouveront (phase d'argumentation),
- leur préciser les modalités d'acquisition et leur faire décider celle-ci (phase d'achat),
- leur faire signer un bon de commande.

## Qualités requises
Les qualités requises d'un commercial sont :
- le goût du contact (facilité d'écoute, d'échange et de dialogue)
- le dynamisme pour vendre et atteindre les objectifs fixés
- le goût pour les défis
- l'organisation, la rigueur pour la négociation
- l'enthousiasme
- la patience
- la persévérance
- le sens de la persuasion

Commerce et de la vente ;
- Diplôme d'école consulaire dépendant des chambres de commerce et d'industrie (CCI) ;
- Diplôme d'école de gestion et de commerce (EGC) ;
- Diplôme des académies commerciales internationales (ACI).
- Niveau bac + 4 et bac + 5 :
  - Diplôme des écoles de commerce et de gestion ;
  - Master pro des secteurs du commerce et de la vente.

## Salaire
En 2019 en France, le salaire moyen d'un commercial est de 49 700 € bruts annuel, dont 11 000 € de variable.
Il faut en effet distinguer la part fixe de la part variable (primes), qui est une composante importante dans le salaire d'un commercial.
Pour les jeunes diplômés le salaire moyen est de 34 600 €, celui des commerciaux expérimentés de 65 300 € par an. 